# 川口テレビ中継局
川口テレビ中継局（かわぐちテレビちゅうけいきょく）は、新潟県長岡市にあるテレビ中継局である。なお、NHKは局所名として「越後川口」を用いている。

## 中継局概要

### デジタルテレビ放送
| リモコン 番号 | 放送局名              | チャンネル 番号 | 空中線 電力 | ERP | 偏波面   | 放送対象地域 | 放送区域内 世帯数 | 運用開始日      |
| ------------- | --------------------- | --------------- | ----------- | --- | -------- | ------------ | ----------------- | --------------- |
| 1             | NHK 新潟総合          | 15              | 1W          | 3W  | 水平偏波 | 新潟県       | 約5,000世帯       | 2008年 12月24日 |
| 2             | NHK 新潟教育          | 13              | 1W          | 3W  | 水平偏波 | 全国         | 約5,000世帯       | 2008年 12月24日 |
| 4             | TeNY テレビ新潟放送網 | 26              | 1W          | 3W  | 水平偏波 | 新潟県       | 約5,000世帯       | 2008年 12月24日 |
| 5             | UX 新潟テレビ21       | 23              | 1W          | 3W  | 水平偏波 | 新潟県       | 約5,000世帯       | 2008年 12月24日 |
| 6             | BSN 新潟放送          | 17              | 1W          | 3W  | 水平偏波 | 新潟県       | 約5,000世帯       | 2008年 12月24日 |
| 8             | NST NST新潟総合テレビ | 19              | 1W          | 3W  | 水平偏波 | 新潟県       | 約5,000世帯       | 2008年 12月24日 |

- 所在地： 長岡市川口中山[3][4]（旧・北魚沼郡川口町中山字十二浦[6]）
- 放送区域： 長岡市・小千谷市・魚沼市の各一部
- 2008年12月2日に予備免許交付[3]、12月24日に本免許が交付され[4]、同日本放送を開始した[5]。

### アナログテレビ放送
| チャンネル 番号 | 放送局名              | 空中線 電力       | ERP                | 偏波面   | 放送対象地域 | 放送区域内 世帯数 | 運用開始日     |
| --------------- | --------------------- | ----------------- | ------------------ | -------- | ------------ | ----------------- | -------------- |
| 40              | UX 新潟テレビ21       | 映像10W/ 音声2.5W | 映像42W/ 音声10.5W | 水平偏波 | 新潟県       | 4,964世帯         | -              |
| 42              | TeNY テレビ新潟放送網 | 映像10W/ 音声2.5W | 映像42W/ 音声10.5W | 水平偏波 | 新潟県       | 4,964世帯         | -              |
| 44              | NST 新潟総合テレビ    | 映像10W/ 音声2.5W | 映像42W/ 音声10.5W | 水平偏波 | 新潟県       | 4,964世帯         | 1972年 12月1日 |
| 46              | NHK 新潟教育          | 映像10W/ 音声2.5W | 映像42W/ 音声10.5W | 水平偏波 | 全国         | 4,964世帯         | 1966年 10月8日 |
| 48              | NHK 新潟総合          | 映像10W/ 音声2.5W | 映像42W/ 音声10.5W | 水平偏波 | 新潟県       | 4,964世帯         | 1966年 10月8日 |
| 50              | BSN 新潟放送          | 映像10W/ 音声2.5W | 映像42W/ 音声10.5W | 水平偏波 | 新潟県       | 4,964世帯         | 1966年 10月8日 |

- 所在地： デジタルテレビ放送に同じ
- 2004年10月23日に発生した新潟県中越地震により、NST・TeNY・UXが共同使用している放送施設の空中線鉄塔と局舎に崩落の危険性が生じたため、近接するNHKとBSNの局舎に放送機を移設し、11月6日からBSNの送信空中線から電波を発射した[6]。
- 2011年7月24日をもってすべて廃止された。